# Kingston (Washington)
Kingston az Amerikai Egyesült Államok északnyugati részén, Washington állam Kitsap megyéjében elhelyezkedő statisztikai település. A 2010. évi népszámlálási adatok alapján 2099 lakosa van.
A település könyvtára 1945. július 10-én nyílt meg, majd 1985-ben az egykori templom épületébe költözött. 2016-tól a létesítmény az új közösségi központban üzemel.
Kitsap és a Snohomish megyében fekvő Edmonds között komp közlekedik.

## Történet
Az 1853-ban Benjamin Bannister által alapított település korábban az Appletree Cove nevet viselte. 1880-tól a huszadik század elejéig egy fűrészüzem is működött itt.
1869-ben W.S. Ladd és felesége, Caroline lakóházat építettek, amit Michael King kilenc évvel később megvásárolt. A férfi tíz munkásának és tíz állatának a part mentén létesített szállást. 1882-re a kitermelendő fa elfogyott, így a csapat elköltözött; a hátrahagyott épületekbe halászok, lakásfoglalók és egykori favágók költöztek. A település lakói a helységet humorosan „King’s Town” („King városa”) néven említették; a Kingston elnevezés innen származik.
A település határait 1890. április 24-én jelölte ki C.C. Calkins és Samuel B. Brierly. Calkins üdülőtelepet kívánt létrehozni; a kaliforniai Monterey-re utalva a települést „a washingtoni Monterey-nek” nevezte. A látványterveken egy hotel, ikötő, templom és főiskola is szerepelt. Mivel a népesség nem a Calkins által remélt ütemben nőtt, a férfi elhagyta a települést.

## Éghajlat
A település éghajlata mediterrán (a Köppen-skála szerint Csb).
| Hónap                         | Jan. | Feb. | Már. | Ápr. | Máj. | Jún. | Júl. | Aug. | Szep. | Okt. | Nov. | Dec.  | Év    |
| ----------------------------- | ---- | ---- | ---- | ---- | ---- | ---- | ---- | ---- | ----- | ---- | ---- | ----- | ----- |
| Rekord max. hőmérséklet (°C)  | 17,8 | 18,9 | 25,6 | 27,8 | 32,2 | 33,9 | 40,6 | 35,0 | 33,9  | 30,6 | 24,4 | 17,8  | 40,6  |
| Átlagos max. hőmérséklet (°C) | 8,3  | 10,0 | 12,2 | 15,0 | 17,8 | 21,1 | 24,4 | 24,4 | 21,7  | 15,6 | 10,6 | 7,8   | 15,8  |
| Átlagos min. hőmérséklet (°C) | 2,8  | 2,8  | 3,9  | 6,1  | 8,9  | 11,1 | 13,3 | 13,9 | 11,7  | 8,3  | 5,0  | 2,2   | 7,5   |
| Rekord min. hőmérséklet (°C)  | −7,8 | −7,2 | −2,8 | −0,6 | 1,7  | 6,1  | 8,3  | 8,3  | 6,1   | −1,7 | −7,8 | −11,7 | −11,7 |
| Átl. csapadékmennyiség (mm)   | 122  | 87   | 89   | 70   | 55   | 41   | 20   | 25   | 39    | 87   | 148  | 138   | 921   |
| Forrás: The Weather Channel   |      |      |      |      |      |      |      |      |       |      |      |       |       |

## Népesség
A település népességének változása:
| Lakosok száma | 1611 | 2099 | 2515 |
|               | 2000 | 2010 | 2020 |

## A kultúrában
A Soundgarden együttes Taree című dalának névadója a település azonos nevű kerülete.

## Fordítás
Ez a szócikk részben vagy egészben  a   Kingston, Washington című angol Wikipédia-szócikk ezen változatának fordításán alapul.  Az eredeti cikk szerkesztőit annak laptörténete sorolja fel. Ez a jelzés csupán a megfogalmazás eredetét és a szerzői jogokat jelzi, nem szolgál a cikkben szereplő információk forrásmegjelöléseként.